# 수익률 곡선

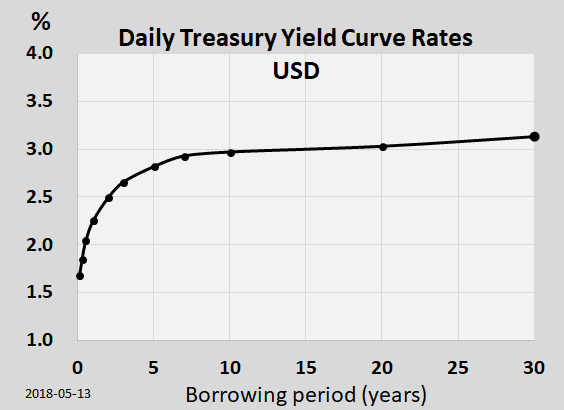

금융에서 수익률 곡선(영어: yield curve)이란 수익률의 기간구조를 나타내기 위해 이자율과 시간의 관계를 나타낸 곡선이다. 기대이자율 가설과 유동성 프리미엄 가설은 수익률 곡선의 모양을 잘 뒷받침하는 이론이다.

## 설명
금융에서 수익률 곡선은 채권과 같은 채무 상품의 수익률이 만기까지 남은 기간에 따라 어떻게 변하는지를 나타내는 그래프이다. 일반적으로 그래프의 가로 또는 x축은 만기까지 남은 월 또는 연 단위의 시간 표시줄로, 왼쪽에 만기가 가장 짧은 기간이 있고 오른쪽에 점진적으로 긴 기간이 표시된다. 수직 또는 y축은 연간 만기 수익률을 나타낸다.
대출이나 채권과 같은 형태의 부채를 발행하고 거래하는 사람들은 수익률 곡선을 사용하여 가치를 결정한다. 수익률 곡선의 모양과 기울기의 변화는 경제 및 금리에 대한 투자자의 기대와 관련이 있는 것으로 생각된다.
로널드 멜리허(Ronald Melicher)와 멀 웰샨스(Merle Welshans)는 적절하게 구성된 수익률 곡선의 몇 가지 특징을 확인했다. 만기까지의 기간이 서로 다른 일련의 증권을 기반으로 해야 하며 모든 수익률은 동일한 시점을 기준으로 계산되어야 한다. 수익률 곡선에서 측정되는 모든 증권은 신용 위험으로 인한 수익률 차이의 영향을 걸러내기 위해 유사한 신용 등급을 가져야 한다. 이러한 이유로 많은 거래자들은 위험이 없는 것으로 간주되는 미국 국채 채권의 수익률 곡선을 면밀히 관찰한다. 비공식적으로 "국채 수익률 곡선"이라고 불리는 이 곡선은 일반적으로 오른쪽과 같은 그래프에 표시된다. 이 관계에 대한 보다 공식적인 수학적 설명을 종종 이자율 기간 구조(term structure of interest rates)라고 한다.